# Tadeusz Wojda
Tadeusz Wojda, S.A.C. (Kowala, 29 de janeiro de 1957) é um prelado polonês da Igreja Católica, atual arcebispo de Gdańsk e presidente da Conferência Episcopal da Polônia.

## Biografia
Em 1976, entrou para a Sociedade do Apostolado Católico. Foi ordenado diácono em 1982 e recebeu a ordenação presbiteral em 8 de maio de 1983, na Igreja Nossa Senhora Rainha dos Apóstolos de Ożarów Mazowiecki de Władysław Miziołek, bispo auxiliar de Varsóvia. Em 1989, concluiu seu doutorado em missiologia na Pontifícia Universidade Gregoriana, em Roma. De 1990 a 2017, trabalhou na Congregação para a Evangelização dos Povos, onde, em 2012, foi nomeado subsecretário da mesma Congregação pelo Papa Bento XVI.
Desde 1991 até 2017, ele foi capelão do Centro de Educação Física da Cruz Vermelha Italiana para deficientes e, de 1996 a 2017, foi capelão da comunidade das Irmãs de São Carlos Borromeu em Roma.
Em 12 de abril de 2017, o Papa Francisco o nomeou arcebispo de Białystok. Recebeu a ordenação episcopal em 10 de junho do mesmo ano, na Catedral de Białystok, do cardeal Fernando Filoni, prefeito da Congregação para a Evangelização dos Povos, coadjuvado por Edward Ozorowski, seu antecessor na Sé e por Henryk Franciszek Hoser, S.A.C., bispo de Varsavia-Praga.
Em 2 de março de 2021, foi transferido para a Sé de Gdańsk.
Em 14 de março de 2024, foi eleito Presidente da Conferência Episcopal da Polônia.